# Квадрат
 Тази статия е за четириъгълника.  За повдигането на квадрат вижте квадрат (алгебра).  За римския политик вижте Квинт Корнелий Квадрат.
Квадратът (от латински: quadrātum – „четириъгълник“) представлява равнинна геометрична фигура, правилен четириъгълник. Има четири равни страни и четири равни ъгли.

## Определение
Квадратът е правилен многоъгълник с четири страни и ъгли, но може да се дефинира и посредством други геометрични фигури като:
- четириъгълник, успоредник или трапец с равни страни и равни/прави ъгли;
- правоъгълник с равни страни;
- ромб с перпендикулярни страни.

## Свойства
За квадрата са валидни следните твърдения:
- Четирите му страни са равни.
- Четирите вътрешни ъгли са еднакви и сборът им е 360° (2π), затова всичките са прави (по 90°).
- Има четири оси на симетрия – двата диагонала и двете симетрали на страните.
- Има център на симетрия – пресечната точка на диагоналите.
- Двата диагонала са равни, разполовяват се и са взаимно перпендикулярни.
- Диагоналите разполовяват ъглите на квадрата.
- Пресечната точка на диагоналите му е център на вписаната и на описаната окръжност.
- Всеки квадрат е подобен на всеки друг квадрат.
- Квадратът е правилен четириъгълник с централен ъгъл π /2 и {\displaystyle a=R{\sqrt {2}}}, където R е радиусът на описаната около квадрата окръжност.

За да начертаем квадрат, е достатъчно да знаем дължината на страната му или дължината на диагонала му.

## Формули
| Формули за квадрат            | Формули за квадрат                                                             | Формули за квадрат |
| ----------------------------- | ------------------------------------------------------------------------------ | ------------------ |
| Дължина на страната           | {\displaystyle a}                                                              |                    |
| Дължина на диагонала          | {\displaystyle d=a{\sqrt {2}}}                                                 |                    |
| Периметър                     | {\displaystyle P=4\,a}                                                         |                    |
| Лице                          | {\displaystyle S=a^{2}={\frac {d^{2}}{2}}} {\displaystyle S=4\,r^{2}=2\,R^{2}} |                    |
| Радиус на описаната окръжност | {\displaystyle R={\frac {a}{2}}{\sqrt {2}}={\frac {a}{\sqrt {2}}}}             |                    |
| Радиус на вписаната окръжност | {\displaystyle r={\frac {a}{2}}}                                               |                    |

## Построение
Тъй като 4 е степен на 2, квадрат може да бъде построен с линийка и пергел:

## Квадратът в неевклидовата геометрия
| Шест квадрата покриват сфера, като във всеки връх се допират точно три квадрата с вътрешни ъгли от по 120°. Това се нарича сферичен куб. | Евклидовата равнина може да бъде покрита с квадрати, като във всеки връх се допират точно четири квадрата с вътрешни ъгли по 90°. (Вижте Квадратно пано) | Квадрати покриват хиперболичната сфера, като във всеки връх се допират точно пет квадрата с вътрешни ъгли по 72°. (Вижте Петоредово квадратно пано) |

В неевклидовата геометрия квадратите са по-общи многоъгълници с четири равни страни и равни ъгли.
В сферичната геометрия квадратът е многоъгълник, чиито ръбове са дъги от големи окръжности на равни разстояния, които се пресичат в равните ъгли. За разлика от квадрата в равнинната геометрия ъглите на сферичния квадрат са по-големи от правия ъгъл.
В хиперболичната геометрия не съществуват квадрати с прави ъгли. Там квадратите имат остри ъгли.

## Кръстосан квадрат
Кръстосаният квадрат е диагонално сечение на квадрата, самопресичащ се многоъгълник, създаден чрез премахване на два срещуположни ръба на квадрат и повторно свързване чрез двата му диагонала. Той има половината от симетрията на квадрата, Dih2, ред 4. Има същото разположение на върховете като квадрата и е транзитивен по върховете. Изглежда като два равнобедрени правоъгълни триъгълника с общ връх на правите ъгъл, но геометричното пресичане не се счита за връх.
Кръстосаният квадрат понякога се оприличава на папийонка или пеперуда. Кръстосаният правоъгълник се получава чрез сечение на правоъгълника и двата специални случая на кръстосани четириъгълници. 
Вътрешността на пресечен квадрат може да има многоъгълна плътност ±1 във всеки триъгълник, в зависимост от ориентацията на навиването по посока на часовниковата стрелка или обратно на часовниковата стрелка.
Квадратът и кръстосаният квадрат имат следните общи свойства:
- Противоположните страни са равни по дължина.
- Двата диагонала са еднакви по дължина.
- Има две линии на отражателна симетрия и ротационна симетрия от порядък 2 (през 180°).

Съществува в конфигурацията на върха на еднакви звездни многостени, тетрахемихексахедър.